# 马西埃拉-迪坎布拉
马西埃拉-迪坎布拉是葡萄牙阿威罗区的一个堂区。总面积17.88平方公里，总人口4821人，人口密度269.6人/平方公里。